# スペース・プレイヤーズ
『スペース・プレイヤーズ』（Space Jam: A New Legacy）は、2021年のアメリカの実写アニメーション・スポーツ・コメディ映画で、マルコム・D・リーが監督を務める。『スペース・ジャム』（1996年）の続編となる本作は、『ルーニー・テューンズ:バック・イン・アクション』（2003年）以来のルーニー・テューンズのキャラクターが登場する劇場公開作品となる。 これまでのハイブリッド作品と同様に、実写と伝統的な手描きの2Dアニメーションを組み合わせ、一部CGIを使用した作品となる。
本作では、製作を務める現役バスケットボール選手のレブロン・ジェームズ（ロサンゼルス・レイカーズ）が本人役で登場するほか、ドン・チードル、クリス・デイビスらが実写で出演する。また、バッグス・バニー、ダフィー・ダック、マービン・ザ・マーシャン、トゥイーティーなどのルーニー・テューンズのキャラクターが登場する。また、ワーナー・ブラザース作品からも多数のキャラクターが登場する。
COVID-19パンデミックの影響を受けて、米国では2021年7月16日に劇場公開とHBO Maxで同時公開及び配信が行われた（但しHBO Maxでは1か月限定配信）。日本では8月27日から劇場公開された。

## ストーリー
1998年、幼少期のレブロン・ジェームズはユースリーグのバスケットボールの試合前、彼の友人のマリクにゲームボーイをもらい遊んでいたが、それによりバスケットへの集中力を欠き、ブザービーターを逃し、試合後にコーチに叱責されたレブロンはゲームボーイを捨て、バスケットボールに集中し、NBA選手に上り詰める。
NBAの大スターとなったレブロンは息子のダリウスとドミニクにかつてのコーチに教わったやり方でバスケットボールのキャリアを追求することを求めたが、ドミニクはバスケットボール選手よりもビデオゲーム開発者になることを熱望しており、自身でバスケットのゲームを制作したが、レブロンがプレイ中にゲーム内でステップバックするとバグによってクラッシュしてしまい、わだかまりもできてしまう。
その後、ワーナーブラザーズに招待されたレブロンは、ゲームをクラッシュしてしまったお詫びも込めてドミニクとともにスタジオに向かう。そこではAIスーパーサーバー「ワーナー3000」のアルゴリズムを使った映画の契約について話し合うが、レブロンは現役のスポーツ選手であることからこのアイデアを拒否し、「ワーナー3000」を酷評した。その直後、ドミニクがバスケットボール合宿よりもゲーム制作キャンプを優先したいとし、父親の助言に対する憤りを明らかにするにつれて口論となった。一方、レブロンに酷評されてしまったアル・G・リズムは、「ワーナー3000」の中で支配を目論む中でレブロンとドミニクを地下のサーバールームに誘い、ワーナーのサーバーバース内に閉じ込めた。
アル・Gはドミニクを人質にして、レブロンにバスケットボールチームを結成するよう命じ、負けたら一生「ワーナー3000」に閉じ込めるとして、彼をルーニー・テューンズの世界に送った。レブロンは、子供の頃から大好きだったバッグス・バニーと出会う。久々のお客に大はしゃぎするバッグスだったがそこでレブロンはアル・Gがバッグスを除いたルーニー・テューンズのキャラクターの全員を唆され、彼らの世界から引き抜き、別々の作品に飛ばされ、長い間孤独だったことを知る。同盟を組んだバッグスとレブロンは、唯一唆されなかったマービンの宇宙船を奪い、様々なワーナー作品の世界を転々としながら、最強のチームを作ろうとする。レブロンはスーパーマンや、バットマン、キングコングなどの超人や怪物をスカウトしようとするが散り散りになったルーニー・テューンズの仲間を連れ戻したいバッグスは持ち前の機転で上手く言いくるめ、DCワールドでヒーローになろうと企むダフィー・ダックと相方のポーキー・ピッグを連れ戻し、その後もたくさんの仲間を見つけ、想い人のローラ・バニーも仲間に加え、チューン・スクワッドを結成する。一方、アル・Gは傷心のドミニクにつけ込み、アル・Gの仲間であるAl-Gを使って、ドミニクのゲームのコードを手に入れ、ドミニクのゲーム内の能力を大幅にアップさせ、ゲーム内のキャラクターとモンスターを掛け合わせたキャラクターを作り上げた。
そんな中、現実世界では、マリクとジェームス一家がワーナースタジオにて、帰ってこないレブロンとドミニクを探していたが、レブロンのTwitterに父対息子の試合を配信するという投稿を見つけた。
テューン・ワールドでは、現実離れしたアニメの能力を使うべきというバッグスの抗議にもかかわらず、レブロンは一方的にチューンスクワッドにバスケットボールの基礎を教えるもなかなか上手くいかず、その時、テューン・ワールドにアル・G・リズムが来襲。コートを設置しテューン・ワールドの世界を3DCGに変換しバッグス達や他のワーナーキャラクターも3Dに変え、レブロンや実写化された作品も現実世界の姿に変わった。その後、Al-Gはライブストリーミングで試合を見ようとした人々を「ワーナー3000」のサーバーバース内に吸い込み、レブロンの家族を含む多くの視聴者をサーバーバースに誘拐した。
勝負にはドミニクによって制作されたバスケットボールゲームが使用され、能力を強化したドミニクが率いる、実在のバスケットボール選手が強化されたアバターで構成された、アル・Gのチーム、グーン・スクワッドが現れる。アル・Gは、グーン・スクワッドが勝った場合、観客を永久にサーバーバース内に閉じ込め、さらにはルーニー・テューンズを削除すると脅す。
試合が始まり、現実離れしたパワーとゲームのボーナスポイントのルールを活かした戦術を使ったグーン・スクワッドは、現実での正攻法で攻めようとしたチューンスクワッドを完全に支配し、前半を約900点差という大差で折り返す。
ハーフタイム中、レブロンはルーニー・テューンズの面々の言葉を聞き、かつての自分を思い出し、現実世界での正攻法を強いたのは間違いであることに気づき、ルーニー・テューンズの持つ現実離れしたアニメの能力や個性を活かした戦術に切り替え、それによりゲームのボーナス得点を一気に稼ぎ、1クォーターの12分で一気に900点差を追いつく。それによりアル・Gの邪悪な本性にドミニクは気付き始め、第4クォーターに入り、レブロンはドミニクに対して耳を傾けずに様々な事を強いたことを詫び、ドミニクは父レブロンと和解し、テューン・スクワッドに加わる。
要であるドミニクを失ったアル・Gは自分自身とグーン・スクワッドを大幅に強化。さらにはゲームコードを改造しチートを使い、レブロンのゴールを無効化し、残り10秒にグーン・スクワッドは逆転に成功する。最後のタイムアウト中。ステップバックシュート後にゲームがクラッシュするドミニクのゲームの不具合を思い出す。そこでレブロンは消えることを覚悟してそれを実行することを志願したが、レブロンの消滅を回避する為、バッグスは独断でステップバックを強行し、自分自身を犠牲にして、ゲームのバグを引き起こして相手を無効化した。レブロンはラストプレーでダンクシュートを決めようとするが、アル・Gに妨害される。しかし、ドミニクがレブロンに向かってコート上の強化マスを投げ、それが決まって決勝点を獲得。アル・Gとグーン・スクワッドを排除した。ルーニー・テューンズとサーバーバースは消されずに平和が取り戻され、レブロンとドミニク、そして彼の家族を含めた現実世界の観客は、現実世界に戻った。一方、バックス・バニーはバグのダメージで消滅してしまった。
1週間後、レブロンはドミニクの願いを尊重し、E3ゲームデザインキャンプに参加することを許可し、ゲームデザインキャンプへ送り出した。そこで、現実世界に消滅したと思われたバックスと再会し、ルーニーチューンズが一時的に現実世界で一緒に暮らすことになった。

## キャスト
※括弧内は日本語吹替。
主演
- レブロン・ジェームズ - 本人（楠大典[3][5]）
  - 幼少期- スティーヴン・カンコル（鵜澤正太郎[5]）
- アルG・リズム - ドン・チードル[6]（津田健次郎[3][5]）
- マリク - クリス・デイヴィス（土田大[5]）
  - 幼少期- - ジャリン・ホール（福原綾香[5]）
- カマイヤ・ジェームズ - ソネクア・マーティン＝グリーン[7][8]（鷄冠井美智子[5]）
- ドミニク・“ドム”・ジェームズ - セドリック・ジョー[8]（山崎智史[5]）
- ダリウス・ジェームズ - シーエア・J・ライト[8][9]（八代拓[3][5]）
- ゾーシャ・ジェームズ - ハーパー・リー・アレクサンダー[8]（川井田夏海[5]）
- リル・レル・ハウリー - 本人（上田燿司）
- アーニー・ジョンソン・Jr（英語版） - 本人（梅津秀行）
- コーチC - ウッド・ハリス（四宮豪[5]）

登場キャラクター
- ルーニー・テューンズ
  - バッグス・バニー - ジェフ・バーグマン[10][11]（山口勝平[3][5]）
  - ダフィー・ダック - エリック・バウザ[12]（高木渉[3][5]）
  - シルベスター・キャット - ジェフ・バーグマン[10]（江原正士[3][5]）
  - トゥイーティー - ボブ・バーゲン[11]（こおろぎさとみ[3][5]）
  - フォグホーン・レグホーン - エリック・バウザ[12]（玄田哲章[3][5]）
  - マービン・ザ・マーシャン - エリック・バウザ[12]（小形満[3][5]）
  - ポーキー・ピッグ - エリック・バウザ[12][11]（龍田直樹[3][5]）
  - ヨセミテ・サム - ジェフ・バーグマン[10][11]（石井康嗣[3][5]）
  - エルマー・ファッド - エリック・バウザ[12][11]（チョー[3][5]）
  - タズマニアン・デビル - フレッド・タタショア、ジム・カミングス[11]
  - ロードランナー - ポール・ジュリアン（英語版）[11]
  - ワイリー・コヨーテ[11]
  - グラニー - キャンディ・ミロ[11]（京田尚子[3][5]）
  - ローラ・バニー - ゼンデイヤ[13]（深水由美[3][5]）
  - スピーディー・ゴンザレス - ガブリエル・イグレシアス（英語版）[14][15]（三ツ矢雄二[3][5]）
  - ゴッサマー[11]
- グーン・スクワッド
  - 本人 / ウェットファイア - クレイ・トンプソン[16]（野田クリスタル〈マヂカルラブリー〉[3][5]）
  - 本人 / ザ・ブロウ - アンソニー・デイビス[16]（田中直樹〈ココリコ〉[3][5]）
  - 本人 / クロノス - デイミアン・リラード[16]（中澤佑二[3][5]）
  - 本人 / ホワイト・マンバ - ダイアナ・トーラジ[16]（村上佳菜子[3][5]）
  - 本人 / アラクネカ - ネカ・オグウマイク（英語版）[16]（丸山桂里奈[3][5]）

## カメオ出演
実写キャスト
- マイケル・B・ジョーダン[17] - 本人（杉村憲司[5]）
- ワーナー・ブラザースの幹部 - サラ・シルヴァーマン（石井未紗[5]）、スティーヴン・ユァン（鈴木崚汰[5]）
- NBAの現役選手
  - カイリー・アービング[16]
  - クリス・ポール[16]
  - ドレイモンド・グリーン[16]
  - カイル・クーズマ[16]
- WNBAの現役選手
  - チャイニー・オグウマイク（英語版）[16]

キャラクター
- スクービー・ドゥー（デザインは「弱虫スクービーの大冒険」のもの）
  - スクービー・ドゥー[11]
  - シャギー・ロジャース[11]
  - フレッド・ジョーンズ[11]
  - ヴェルマ・ディンクレー[11]
  - ダフネ・ブレイク[11]
- 珍犬探偵ダイナマット（デザインは「弱虫スクービーの大冒険」のもの）
  - ダイナマット[11]
  - ブルーファルコン[11]
- ムクムクおやじとゴーゴー娘（デザインは「弱虫スクービーの大冒険」のもの）
  - キャプテン・ケイブマン（ムクムクおやじ）[11]
- 原始家族フリントストーン
  - フレッド・フリントストーン[10]（不明）
  - ウィルマ・フリントストーン[11]
  - バンバン[11]
  - バーニー・ラブル[11]
  - ベティ・ラブル[11]
  - ディノ[11]

- わんぱくジョーズ
  - ジャバくん[11]
- ゴリラのゴンちゃん
  - ゴンちゃん[11]
- 宇宙家族ジェットソン
  - ジョージ・ジェットソン[11]
  - ジェーン・ジェットソン[11]
  - ジュディ・ジェットソン[11]
  - エルロイ・ジェットソン[11]
  - アストロ[11]
- クマゴロー
  - クマゴロー[11]（不明）
  - ブーブー[11]
- フランケンロボ
  - フランケンロボ[11]
- 宇宙怪人ゴースト
  - 宇宙怪人ゴースト[11]
- チキチキマシン猛レース
  - ディック・ダスタードリー（ブラック魔王）[11]
  - マットリー（ケンケン）[11]
  - ペネロッピー・ピットストップ（ミルクちゃん）[11]
- 怪獣王ターガン
  - リキラー[11]
  - ヒューヒュー[11]
  - ポーポー[11]
- サンダーキャッツ（英語版）
  - Cheetara[11]
- アニマニアックス
  - ヤッコ・ワーナー[11]
  - ワッコ・ワーナー[11]
  - ドット・ワーナー[11]
- スモールフット
  - ミーゴ[11]
  - ミーチー[11]
- バットマン
  - バットマン
  - ジョーカー（バットマン）[11]
  - ペンギン（バットマン リターンズ）[11]
  - キャットウーマン（バットマン リターンズ）[11]
  - ペンギン（怪鳥人間バットマン）[11]
  - キャットウーマン（怪鳥人間バットマン）[11]
  - ロビン（怪鳥人間バットマン）[11]
  - ミスター・フリーズ（バットマン&ロビン Mr.フリーズの逆襲）[11]
- ワンダーウーマン
  - ワンダーウーマン - ロザリオ・ドーソン（甲斐田裕子[3][5]）[18]
- 時計じかけのオレンジ
  - アレックス[11]
  - ディム[11]
  - ジョージー[11]
  - ピート[11]
- ゲーム・オブ・スローンズ
  - ドラゴン[11]
  - 夜の王[11]
- オズの魔法使
  - ドロシー[11]
  - 空飛ぶサル[11]
- アイアン・ジャイアント
  - アイアン・ジャイアント[11]
- キングコング
  - キングコング[11]
- マスク
  - スタンリー・ザ・マスク[11]
- マトリックス
  - モーフィアス[11]
  - エージェント・スミス[11]
- IT/イット “それ”が見えたら、終わり。
  - ペニーワイズ[11]
- 何がジェーンに起ったか?
  - ジェーン・ハドソン[11]
- マッドマックス 怒りのデス・ロード
  - ウォーボーイズ[11]
- リック・アンド・モーティ
  - リック・サンチェス - ジャスティン・ロイランド（多田野曜平）
  - モーティ・スミス - ジャスティン・ロイランド（山口竜之介）
- スーパーマン
  - スーパーマン
- アクアマン
  - アクアマン
- グリーンランタン
  - グリーンランタン
- フラッシュ
  - フラッシュ
- バットガール
  - バットガール

## 制作
スペース・ジャムの続編は元々、1997年早々に企画されていた。しかし、主演のマイケル・ジョーダンがそれを断ったため、ワーナー・ブラザースは、スペース・ジャム2の企画を中止した。
その後、ジェフ・ゴードン、タイガー・ウッズ、トニー・ホークなど、他のアスリート達にも交渉したが、これも失敗に終わり、最終的には、2003年公開の映画『ルーニー・テューンズ バック・イン・アクション』が製作される事となった。
そして2014年、NBAのスター選手であるレブロン・ジェームズ主演による続編が正式に発表され、続編の発表から数年が経ち、2019年6月25日にロサンゼルスでの撮影が行われた。
撮影現場には当初、テレンス・ナンスが監督としてプロジェクトに参加していたが、ナンスは7月16日に製作スタッフの意見の食い違いを理由に監督を降板し、マルコム・D・リーが代わりに就任することになった。撮影監督になる予定だったブラッドフォード・ヤングも降板し、サルヴァトーレ・トティーノが撮影監督に就任した。そして、この映画の撮影は、2019年9月16日に終了した。
2020年4月30日、ジェームズがInstagramを通じて本作のタイトルを正式に発表した。
なお、ルーニー・テューンズのキャラクターのうち、ペペ・ル・ピューが本作品に登場しないことを2021年3月に一部のメディアが報じた。これについて、ハリウッド・リポーターは前述の監督交代による影響としており、ペペと共演する予定だったグレイス・サントの実写シーンは2019年6月に撮影されたが、監督交代に伴い後任として就任したマルコム・D・リーが同シーンの削除を決定したため、合成するはずだったペペのアニメーション部分は制作されなかったとしている。

## 音楽
ハンス・ジマーがこの映画の作曲として選ばれたと2020年1月7日に発表され、クリス・バウアーズがこの映画の2人目の作曲として選ばれたと同年4月15日に発表された。

## 公開
アメリカでは2021年7月16日に公開された。
日本では同年8月27日に公開された。しかし、NBAを含むバスケットボールの人気がアメリカほどでは無かった日本での興行成績は芳しくなく、興行通信社発表による「週末観客動員数TOP10」8月28日・8月29日付にランクインしていなかった。

## ゲーム
2021年6月23日、アクションゲーム『Space Jam: A New Legacy The Game』が海外で発表された。2021年7月15日から無料ゲームとして提供される。対応プラットフォームはXbox Series X/S/Xbox One/PC。
このゲームは、昨年12月に募集が行われたアイデアコンテストの優勝者2名のアイデアをもとにDigital Eclipseが開発。1990年代のアーケードスタイル風の横スクロールアクションゲームとなっている。